# Militärflugplatz Hamadan

i7
i11
i13
Der Militärflugplatz Hamadan (englisch Hamedan Airbase, Shahrokhi Airbase oder Nojeh Airbase, ICAO-Code: OIHS) ist ein Militärflugplatz der iranischen Luftwaffe. Er liegt in der Provinz Hamadan im Nordwesten Irans, etwa 47 km nördlich der Provinzhauptstadt Hamadan.
Der Öffentlichkeit wurde die Luftwaffenbasis als Ausgangspunkt des Nojeh-Coups bekannt. Der Coup war ein für den 9. Juli 1980 (18. Tir 1359) geplanter Putschversuch mit dem Codenamen „NEGHAB“ (Maske), mit dem Premierminister Abolhassan Banisadr und die gesamte Führung der Islamischen Republik Iran einschließlich ihres Führers Chomeini gestürzt werden sollte. 
Die Basis geriet im August 2016 erneut in das Blickfeld der Öffentlichkeit, als russische Bomber im Rahmen des russischen Militäreinsatzes in Syrien auf Bitten Syriens hier aufgetankt wurden, um Stellungen der islamistischen Milizen in Syrien anzugreifen. Am 21. August 2016 gab der iranische Verteidigungsminister Hussein Dehghan bekannt, dass die Nutzung des Militärflugplatzes auf diese Mission beschränkt gewesen sei und russische Flugzeuge nicht dauerhaft in Iran stationiert würden.